# Шамиль Анак
Шамиль Анак (псевдоним, настоящее имя — Махмудов Шамиль Гумерович; баш. Шамил Анаҡ, Мәхмүтов Шамил Ғүмәр улы; тат. Шамил Анак, Мәхмүтов Шамил Гомәр улы; 25 ноября 1928, Абдрашитово, Башкирская АССР — 21 октября 2005, Раевский, Башкортостан) — татарский и башкирский советский поэт и переводчик. Заслуженный работник культуры БАССР (1990). Член Союза писателей Татарской АССР и СССР (1969).

## Биография
Шамиль Анак (псевдоним, настоящее имя — Махмудов Шамиль Гумерович) родился 25 ноября 1928 года в деревне Токтар-Абдрашитово Белебеевского кантона БАССР (ныне село Абдрашитово Альшеевского района РБ). Отец и его старший брат погибли на войне.
В 1945 году Шамиль Гумерович окончил Давлекановское педагогическое училище, а в 1950 году — восточное отделение филологического факультета Московского государственного университета. В 1950—1957 годах учился в МГУ в аспирантуре, где подготовил, но не стал защищать кандидатскую диссертацию.
По окончании аспирантуры в 1957 по 1959 годы работал преподавателем Литературного института имени М. Горького — в татарской группе на отделении перевода.
В 1957 году Шамиль Гумерович работал в Чехословакии, куда был командирован Союзом писателей СССР по просьбе издательства «Свет Советов» для оказания помощи в переводе на чешский язык произведений Мусы Джалиля.
В 1959 году вернулся в родное село Абдрашитово, а с 1964 года жил в районном центре поселке Раевский Альшеевского района БАССР, там же скончался.
Литературные контакты связывали Шамиля Анака с поэтами Назымом Хикметом, П. Нерудой, А. Тарковским, Мустаем Каримом, Ренатом Харисом, писателями Яковом Садовским, Газимом Шафиковым и другими.
В 1955 году в Казани были изданы его переводы поэта Назыма Хикмета.
Анак писал на татарском, башкирском и русском языках.. Первый сборник стихов поэта «Солнце на дороге» вышел в 1962 году в Москве, в 60—70 годах XX века были изданы его сборники стихов «Европа уртаһынан репортаж», «Репортаж из центра Европы», «Оды мирным вещам», «Ябай әйберҙәргә мәдхиәләр», «Зәңгәр Өстүбә иле», «Таш тамғалар».
Использовал в стихах нестандартные формы стихосложения: акцентный стих, свободный стих, верлибр, жанр од.
Занимался переводами на башкирский произведений В. В. Сорокина; турецких писателей (Нефзат Устюн). В его переводе на сцене Башкирского театра драмы были поставлены пьесы Н. Хикмета («Легенда о любви», «Чудак», «Всеми забытый»).
Стихи Шамиля Анака публиковались на эстонском, грузинском, белорусском, киргизском, чешском, словацком и болгарском языках. На его стихи композитор Салават Низамутдинов написал вокальный цикл музыкальных произведений.

## Творческая деятельность
- Солнце на дороге: Стихи. М.: Сов. писатель, 1962.
- Репортаж из середины Европы. Пражская тетрадь. На башк. яз. Уфа: Башк. кн. изд-во, 1963.
- Турецкие рассказы. На башк. яз. Уфа: Башк. кн. изд-во 1968.
- Оды мирным вещам. М.: Сов. Россия, 1968.
- Три синих холма: Стихи. М.: Сов. писатель, 1971.
- Три синих холма: Стихи. На башк. яз. Уфа: Башк. кн. изд-во 1984.
- Неожиданные встречи: Стихи. На тат.яз. Казань: Таткнигоиздат, 1971.
- Запах полыни: Стихи. Уфа: Башкнигоиздат, 1973.
- Полночный бой часов: Стихи. М.: Современник, 1975.
- Надписи на камнях: Стихи. На башк.яз. Уфа: Башк. кн. изд-во,1978.
- Скромный праздник: Стихи. На тат. яз. Казань: Тат. кн. изд-во, 1982.
- Вечерняя мелодия: Стихи, поэмы. На тат.яз. Казань: Тат. кн. изд-во, 1982.
- Письма любви: Стихи. На башк. яз. Уфа: Башк. кн. изд-во, 1988.
- Һөйөү тамғалары: шиғырҙар, сәсмә шиғырҙар, шиғри миниатюралар һәм афоризмдар. Өфө, 1988;
- Тыйнак табын: шигырьләр. Казан, 1982.
- Сборник стихов для детей «Аҡ ҡуян зары» (1968; «Жалобы белого зайца»).

## Награды и звания
- Почётная грамота Верховного Совета БАССР — за развитие литературы.
- «Заслуженный работник культуры Башкирской АССР»
- Лауреат республиканских газет «Советская Башкирия», «Вечерняя Уфа», «Кызыл тан».

## Память
В посёлке Раевский Альшеевского района Республики Башкортостан создан и действует музей поэта.